# Almafuerte kuru
Espèce
Almafuerte kuru est une espèce d'araignées aranéomorphes de la famille des Gnaphosidae.

## Distribution
Cette espèce est endémique de la province de Santiago del Estero en Argentine,.

## Description
La femelle holotype mesure 8,97 mm.

## Publication originale
- Grismado & Carrión, 2017 : Description of Almafuerte, a new genus of ground spiders from South America (Araneae, Gnaphosidae). Zootaxa, no 4338(2), p. 263-291.